# Gloster Aircraft Company
A Gloster Aircraft Company foi uma empresa fabricante de aeronaves do Reino Unido.  Foi criada na cidade de Hucclecote, Gloucester, em 1915, como Gloucestershire Aircraft Company. Em 1926 o nome da companhia foi abreviado para Gloster, pois os clientes de fora do Reino Unido consideravam o nome muito difícil de pronunciar. A empresa produziu o Gloster Grebe, Gloster Gladiator, Hawker Hurricane, Hawker Typhoon, Gloster Meteor e Gloster Javelin e ficou famosa por servir de pista de testes para o primeiro voo a jato de Sir Frank Whittle.
Em 1961 foi fundida com a Armstrong Whitworth para criar a Whitworth Gloster Aircraft, que passou a ser um divisão do grupo industrial britânico Hawker Siddeley Aviation. Em 1963 a marca Gloster foi extinta e passou a usar apenas a marca Hawker Siddeley.

## Aviões
- Gloster E.28/39
- Gloster Gamecock
- Gloster Gauntlet
- Gloster Gladiator
- Gloster Grebe
- Gloster Javelin
- Gloster Meteor